# ميدس مرتون (باكينجهامشير)
ميدس مرتون (بالإنجليزية: Maids Moreton)‏ هي قرية وأبرشية مدنية تقع في المملكة المتحدة في إنجلترا. يقدر عدد سكانها بـ 847 نسمة .